# La Guadalupe, San Pedro Amuzgos
La Guadalupe är en ort i Mexiko.   Den ligger i kommunen San Pedro Amuzgos och delstaten Oaxaca, i den sydöstra delen av landet, 300 km söder om huvudstaden Mexico City. La Guadalupe ligger 483 meter över havet och antalet invånare är 654.
Terrängen runt La Guadalupe är lite kuperad. Runt La Guadalupe är det ganska glesbefolkat, med 38 invånare per kvadratkilometer. Närmaste större samhälle är San Pedro Amuzgos, 2,9 km sydväst om La Guadalupe. Omgivningarna runt La Guadalupe är en mosaik av jordbruksmark och naturlig växtlighet.